# 머리털자리
머리털자리(Coma Berenices [ˈkoʊmə bɛrəˈnaɪsiːz])는 사자자리의 꼬리 부근에 있는 별자리이다. 머리털자리는 원래 사자 꼬리 끝의 술로 여겨졌다. 동아시아의 별자리로는 태미원의 '낭장'에 해당된다.

## 특징
머리털자리는 은하의 북극을 포함하고 있으며, 그 위치는 적경 12h 51m 25s, 적위 +27° 07′ 48″이다.('J2000.0' 기점)

## 별과 천체

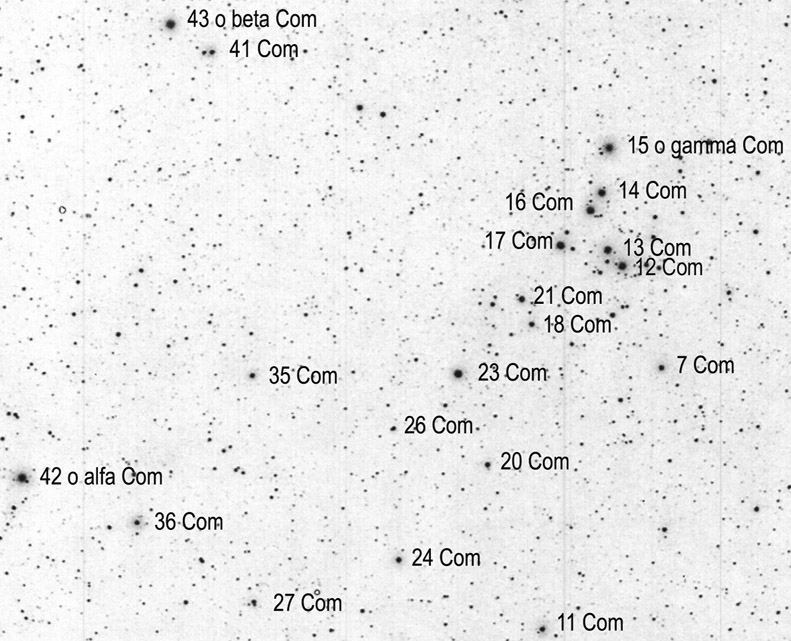
머리털자리 사진

별자리는 특별히 밝지는 않으며, 4등급보다 밝은 별은 없다. 머리털자리 β별이 이 별자리에서 가장 밝은 별이며, 4.26 등급이다. 이 별은 본래 태양보다 약간 밝은데, 27광년 떨어져 있다.
두 번째로 밝은 별은 머리털자리 α성으로, 4.32등급이며, '다이어뎀(Diadem)'이라는 별칭이 있다. 이는 머리털자리에는 유일한 것이며, 베레니케의 왕관을 의미한다. 이 별은 이중성으로, 두 별은 거의 밝기가 같다. 공전궤도가 지구로부터의 시선방향에 매우 가까워서, 오랜 동안 이들은 식변광성으로 의심되었는데, 실제로는 시선 방향과 0.1° 기울어져 있어서 식을 일으키지는 않는다.
머리털자리에는 200개가 넘는 이중성이 알려져 있으나, 대부분은 어둡다. 머리털자리 FK는 8.14 등급에서 8.33 등급으로 2.4일 주기로 밝기가 변하며, 머리털자리 FK(FK Com)급 변광성의 원형이다. 이들의 밝기가 변하는 것은 회전하는 별의 표면에 크고 온도가 낮은 점들이 있기 때문이라고 추측되고 있다. 머리털자리 FS는 58일 주기로 5.3 등급에서 6.1 등급까지 변화된다. 머리털자리 R성은 미라형 변광성으로, 7.1등급에서 14.6등급까지 363일 주기로 변화한다.

### 어두운 천체들
큰 별자리는 아니지만, 머리털자리에는 8개의 메시에 천체가 있다. 또한 많은 수의 은하계가 있는데, 처녀자리 은하단의 북쪽 부분을 포함한다. 많은 구상성단도 찾을 수 있는데 이는 이 별자리가 은하면에 있지 않기 때문이다. 어쨌든, 이 때문에 머리털자리 성단을 제외하면 산개성단이나 부정형 성운이나 행성상 성운이 거의 없다.

#### 머리털자리 성단은

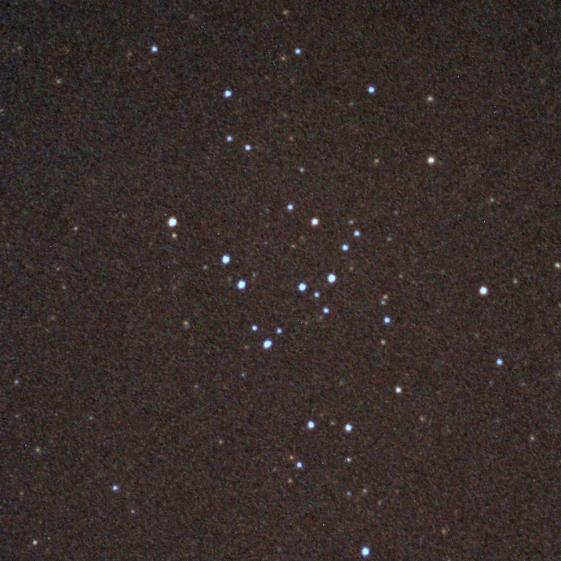
머리털자리 성단 (중앙)

머리털자리 성단은 메시에나 NGC 번호를 갖고 있으며, 멜로테(Melotte)의 산개성단 목록에 '멜로테 111번'으로 포함되어 있다. 이 성단은 크고 흐트러진 산개성단으로, 주로 5등급에서 10등급의 별로 구성되어 있어 맨눈으로도 몇 개의 별을 볼 수 있다. 성단은 머리털자리 γ별 부근에 직경 5도 이상의 범위에 퍼져 있다. 이 성단이 넓게 퍼져 있는 것은 그만큼 가깝다는 것을 의미하지 않다고 알려지며 그 거리는 270광년에 가깝다.

#### 은하계
많은 수의 은하계를 찾아볼 수 있다. 이 중에는 7개의 메시에 천체가 포함되어 있다.
- 처녀자리 은하단: 머리털자리에는 처녀자리 은하단의 북쪽 일부가 포함된다. 이 은하단은 약 6천만 광년 정도 떨어져 있다.
  - M100 (NGC 4321)은 9.4등급의 나선은하이며, 은하면이 정면으로 보인다. 크기는 7분으로, 처녀자리 은하군 중 겉보기 크기가 가장 크다. 이 은하계는 5,600만 광년 떨어져 있으며, 지름은 12만 광년이 넘는다. 사진으로는 밝은 중심부의 핵과 두 개의 나선팔을 비롯한 여러 나선팔들, 여러 먼지의 통로를 볼 수 있다. (아래 사진은 중심부를 확대한 것이다.)
  - M85 (NGC 4382)는 렌즈형 은하로, 처녀자리 은하단 바깥쪽에 놓여 있다. 이 은하계는 은하단 중 밝은 축에 속한다.
  - M98 (NGC 4192)는 밝은 타원의 나선은하로, 거의 측면으로 보인다. 이 은하계는 작은 중심핵과 어둡지만 넓은 나선팔을 갖고 있다.
  - M99 (NGC 4254)은 M98의 남동쪽 약 1.5°에 위치하며, 밝고 둥근 나선이 정면으로 보인다.
  - M88 (NGC 4501)은 여러 개의 나선팔을 갖고 있으며, 측면에서 약 30°정도 기울어 보인다.
  - M91 (NGC 4548)은 막대나선은하이다.

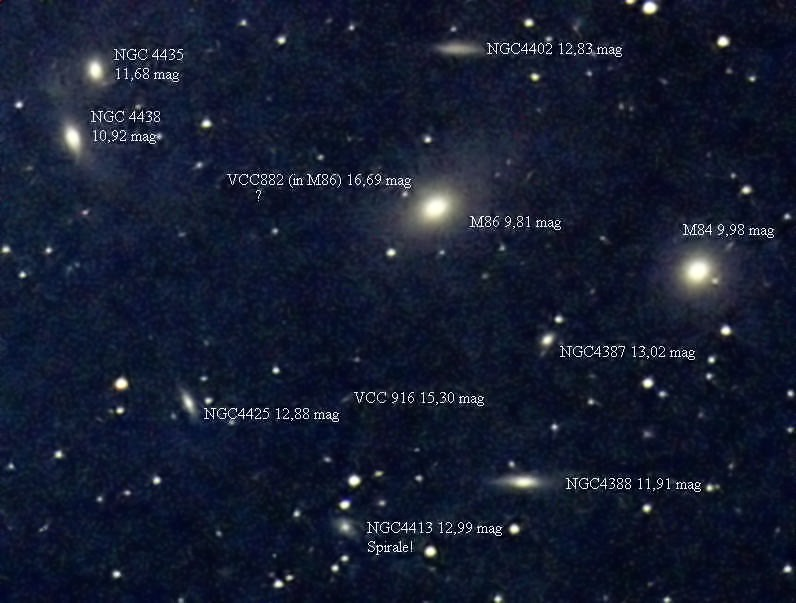
처녀자리 은하단

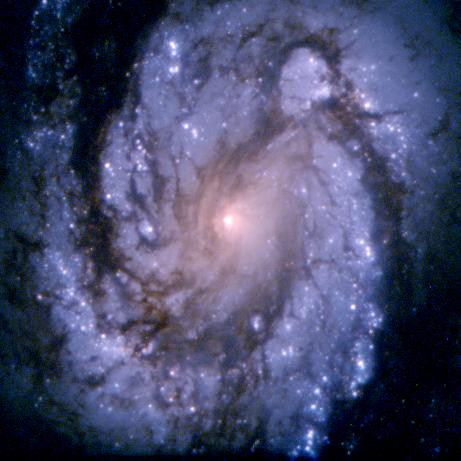
M100 나선은하
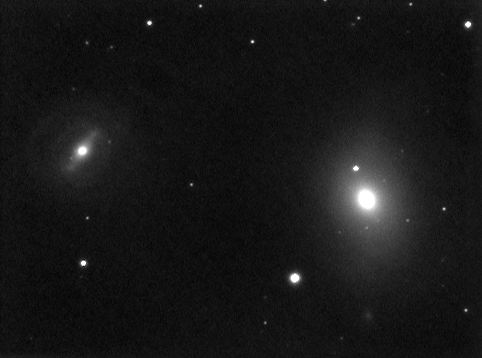
M85 렌즈형 은하
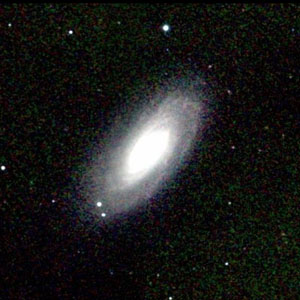
M88 나선은하

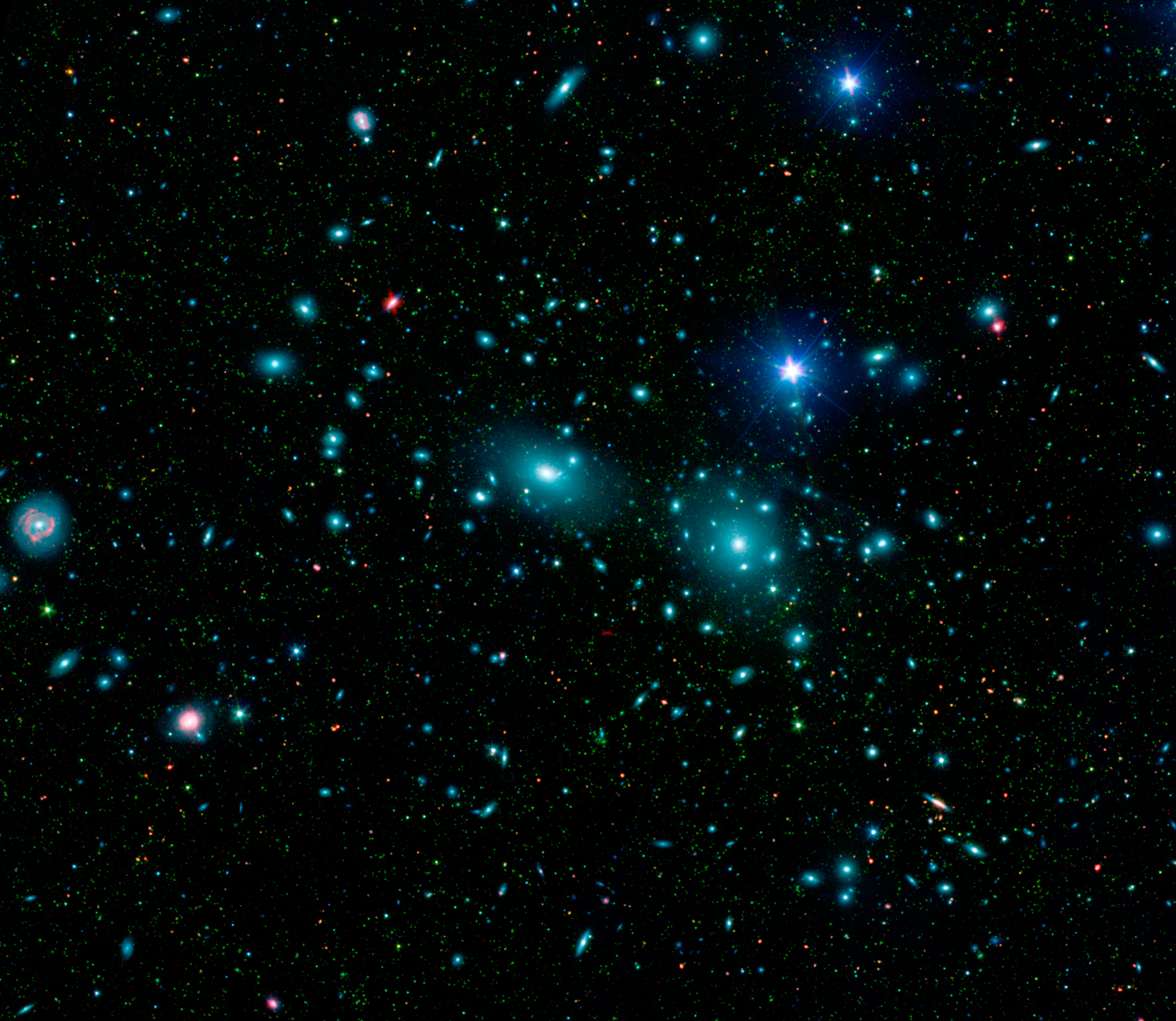
머리털자리 은하단
머리털자리 은하단은 처녀자리 은하단의 북쪽에 놓여 있다. 이들은 처녀자리 은하단보다 훨씬 멀어 약 2억 3천만 ~ 3억 광년 정도 떨어져 있다. 꽤 큰 은하단으로, 약 1천 개의 대형 은하계와 3만 가까이 추정되는 작은 은하계를 포함한다. 1957년의 프릿츠 츠뷔키(Fritz Zwicky)는 19등급보다 밝은 29,951개의 은하계를 확인하였다. 이들 중 어느 정도는 배경의 먼 천체들일 것이라고 해도 전체 은하의 숫자는 꽤 크다.
거리가 멀기 때문에 대부분의 은하계는 대형 망원경으로만 볼 수 있다. 가장 밝은 것은 NGC 4889와 NGC 4874로, 둘 다 13등급이다. 다른 대부분의 은하계는 15등급 또는 그보다 어둡다. NGC 4889는 거대한 타원은하이다.
다른 은하계

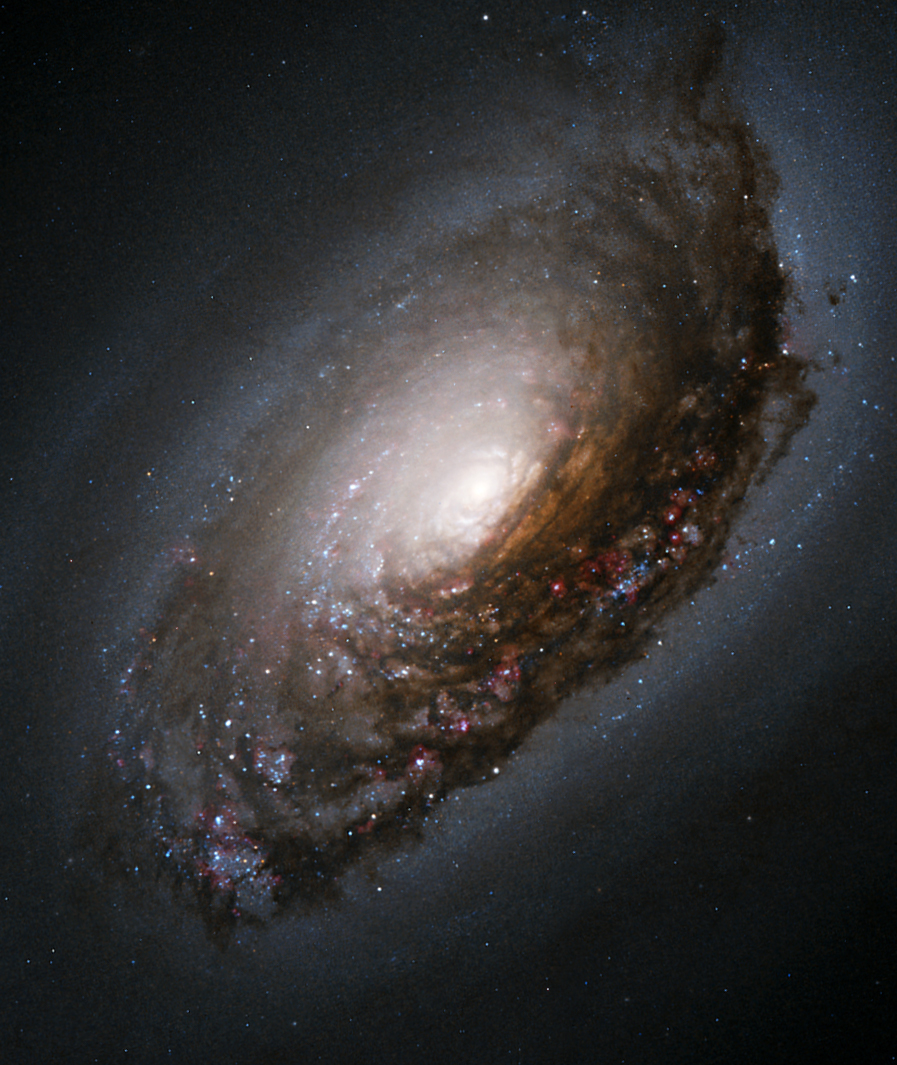
검은 눈 은하

M64 (NGC 4826)은 '검은 눈 은하 (Black Eye Galaxy)'로 불리는데, 이는 은하계의 밝은 핵 앞의 선명한 검은 먼지띠 때문이다. 이 은하계는 1,700만 광년 떨어져 있어 상대적으로 가깝다. 최근의 연구에 의하면 은하계 외부 영역의 성간 가스가 내부 영역과는 반대 방향으로 회전하고 있어서 천문학자들은 최소한 한 개의 위성 은하가 이 은하와 10억 년 전 이후에 충돌하였다고 추측하고 있다.
NGC 4565은 측면으로 보이는 나선은하로, '바늘 은하 (Needle Galaxy)'라는 별칭이 있다. 16분의 크기로, 옆으로 누운 은하계 중에서는 겉보기 크기가 가장 크다. 검은 먼지띠가 보인다.
퀘이사
퀘이사 PG1247+26°은 머리털자리에서 볼 수 있는 가장 밝은 퀘이사이다.

#### 구상성단

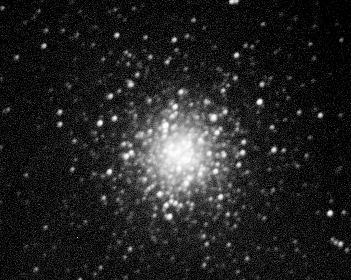
M53 구상성단

- M53 (NGC 5024)은 1775년에 보데가 발견한 구상성단이며, 샤를 메시에도 1777년에 발견하였다. 밝기는 7.7등급이어서 쌍안경으로도 관측이 가능하다. 이 구상성단은 약 6만 5천 광년 떨어져 있는데, 실제 밝기는 태양의 20만 배에 달한다.
- M53으로부터 1도 거리에 있는 NGC 5053은 별이 성기다. 실제 밝기는 태양의 1만 6천 배 정도이며, 구상성단으로서는 매우 어두운 편이다. 처음 발견한 것은 윌리엄 허셜(William Herschel)로, 1784년이었다. 겉보기 밝기는 9.9등급이다.
- NGC 4147은 약간 어두운(10.2등급) 구상성단이며, 겉보기 크기도 훨씬 작다.

## 신화 및 역사

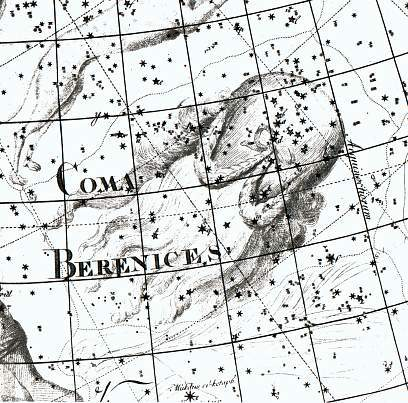
머리털자리, 요한 보데의 《우라노그라피아》

머리털자리는 그리스 시대부터 별자리(asterism)로 알려졌다. 에라토스테네스는 이 별자리를 '아리아드네의 머리카락'과 '베레니케의 머리카락'으로 언급하였다. 프톨레마이오스는 이를 '머리카락(lock)'이라 하였다. 어쨌거나, 프톨레마이오스는 머리털자리를 그의 48개 별자리에 포함시키지 않았고, 이 별자리를 사자자리의 일부로 생각하였다. 오랜 세월 동안, 머리털자리는 사자 꼬리의 술로 생각되었고, 경우에 따라서는 처녀자리의 일부로도 여겨졌다.
16세기에 몇 개의 성도에는 머리털자리를 포함한 두 개의 새로운 별자리가 그려졌다. 1602년에는 티코 브라헤가 그의 별 목록에 머리털자리를 구별되는 별자리로서 기록하였고, 이 별자리는 1603년 요한 베이어의 우라노메트리아에 다시 등장하였다.

### 전설
머리털자리는 근대의 별자리이지만, 매력적인 전설이 관련되어 있다. 이 별자리는 방패자리와 함께 역사적 인물과 관련된 몇 안되는 별자리 중의 하나이다. 머리털자리는 이집트의 여왕 베레니케 2세와 관련이 있는데, 그녀는 알렉산드리아가 문화의 중심이었던 기원전 3세기에 이집트를 다스렸던 프톨레마이오스 3세의 왕비였다.
기원전 243년경, 왕은 그의 누이를 죽인 시리아에 대항하여 위험한 원정을 착수하였다. 베레니케는 아프로디테 여신에게 그녀의 남편이 무사히 돌아온다면 유명한 그녀의 긴 머리카락을 바치겠다고 맹세하였는데, 이는 그녀가 매우 자랑스러워 하던 것이었다. 왕은 무사히 돌아왔고, 그녀는 머리카락을 잘라 여신의 사원에 두었다.
다음날 아침, 머리카락이 사라졌다. 노한 왕과 왕비를 달래기 위하여 궁중의 천문학자인 코논(Conon)은 제물이 여신을 너무 기쁘게 하였기에 이를 하늘에 두었다고 발표하였다. 그는 당시 사자의 꼬리로 알려져 있었던 성단을 지목하였고, 이는 이후로 베레니케의 머리카락으로 불렸다.